# 教光院如春尼
教光院如春尼（きょうこういん にょしゅんに、天文13年（1544年） - 慶長3年1月16日（1598年2月21日））は、戦国時代後期から安土桃山時代にかけての女性。本願寺第11世・顕如の室。左大臣・三条公頼の三女。実名は不詳。

## 生涯
天文13年（1544年）、三条公頼の三女とされるが、姉二人（細川晴元室・三条の方）とは20歳以上の差があることから公頼の娘ではない可能性がある。誕生したその年に、長姉の夫である細川晴元の養女となり、本願寺第10世・証如の子・茶々丸（顕如）と婚約。
弘治3年（1557年）4月17日、さらに六角義賢の猶子となって14歳で顕如と結婚、京から船に乗り石山本願寺に輿入れした。翌年に15歳で長男・教如を産む。元亀元年（1570年）から本願寺は織田信長と争い、一向一揆に支えられて10年におよぶ戦いとなった（石山戦争）。この間天正5年（1577年）に34歳で三男・准如を産む。
天正8年（1580年）3月、織田信長との間に和議が成立し、4月9日に顕如とともに石山本願寺を出て、紀伊鷺森御坊に住まった。その後、豊臣秀吉の政策により和泉貝塚・摂津大坂の天満本願寺を経て、天正19年（1591年）に京都の七条烏丸（今の西本願寺）へと移った。
天正20年（1592年）11月24日、顕如が死去。翌日11月25日に、光永寺明春を戒師として薙髪し、法名を如春、教光院と号する。本願寺宗主は、長男・教如が継承した。
しかし、如春尼らは顕如が書いた「留守職譲状」を秀吉に示して、遺言に従い三男の准如に継職させるよう直訴した。この訴えを受けた秀吉は、文禄2年（1593年）閏9月12日、教如を大坂に呼び、10年後に弟の准如に本願寺宗主を譲る旨の命を下した。この時、教如に示された十一か条の中にはかつて信長と顕如とが和議を結んだ際に不満を示し、和議に背いて石山本願寺に一時籠城した件などとともに、「当門主（教如）妻女ノ事」が挙げられており、如春尼と教如の側室・教寿院との確執を窺わせている。この命に対して、教如周辺の坊官たちが秀吉に異義を申し立てたため却って秀吉の怒りを買い、即時退隠せよとの命が下され、同年閏9月16日、准如が本願寺宗主を継承し、第12世となる事が決定した。教如は本願寺北東の一角に退隠させられた。
慶長3年（1598年）に死去した。享年55。

## 系譜
- 父：三条公頼
- 養父：細川晴元（長姉の夫）
- 養父：六角義賢

- 夫：顕如（1543年 - 1592年）
  - 長男：教如（1558年 - 1614年）
  - 長女（1560年 - 1573年）- 早逝
  - 次男：顕尊（1564年 - 1599年）- 興正寺
  - 三男：准如（1577年 - 1631年）